# Город без евреев
Город без евреев (нем. Die Stadt ohne Juden) — немой австрийский кинофильм режиссёра Ганса Карла Бреслауэра, снятый по книге Гуго Беттауэра. Считавшийся утерянным на протяжении десятилетий, фильм был случайно найден в 2015 году на блошином рынке в Париже коллекционером и передан в австрийский национальный киноархив, где фильм отреставрировали.

## Сюжет
Основан на вышедшем в 1922 году романе-антиутопии, горькой сатире на австрийский антисемитизм. Фильм показывает изгнание евреев из города, и последствия этого события. Частично предсказаны реальные гонения на евреев и Холокост.

## В ролях
- Йоханнес Риманн[англ.]
- Ганс Мозер[англ.]
- Анни Милетти[англ.]